# Плаксюк Олександр Володимирович
Олександр Володимирович Плаксюк (нар. 17 березня 2003, Тернопіль, Україна) — український футболіст, лівий (правий) півзахисник, нападник клубу «МКС Зніч II Прушкув».

## Життєпис
Народився в Тернополі.